# Myonycteris torquata
Chauve-souris frugivore à collier
Espèce
Statut de conservation UICN

LC : Préoccupation mineure
Myonycteris torquata, la Chauve-souris frugivore à collier, est une espèce de chauves-souris de la famille des Pteropodidae et du genre Myonycteris,.

## Description et éléments d'écologie
Des trois espèces africaines de ce genre, c'est la seule qui soit présente en Afrique de l’Ouest. Elle est assez grande, avec des mâles légèrement plus massifs (dimorphisme sexuel). Le poids tourne entre 32 et 42 g, et la longueur totale entre 100 et 115 mm. Ces chauves-souris ont des poils uniques dont la texture ressemble à celle d’une pomme de pin. On pense que ces poils sont impliqués dans la dispersion des odeurs. De plus, elles ont un anneau de poils parfois collants autour de leur cou à l’âge adulte,. Le haut du corps va souvent du brun clair au brun foncé, mais il peut également être brun rouge ou jaune dans certains cas. Le pelage ventral est plus court et de couleur plus pâle. Il n’y a pas d’épaulettes, même chez les mâles. Les oreilles sont pointues rappelant celles de la Roussette de l'Angola. Elle se nourrit de fruits et du nectar de fleurs. La reproduction se fait toute l’année ; les individus gîtent en solitaire ou petits groupes dans la végétation basse.

## Répartition et habitat
L’aire de répartition s'étend de l'Ouest à l'Afrique centrale. On les trouve nativement le long de l'équateur de la Guinée à la Zambie,. L’espèce se rencontre principalement dans les forêts de plaine, en zone de transition avec des espaces plus ouverts comme en pleine forêt dense. Les mosaïques forêts-savanes lui conviennent également. Des individus ont aussi été observés en zones agricoles. Il y aurait des mouvements migratoires lors de la saison des pluies.

## Statut de conservation
L'UICN considère (2021) l'espèce comme étant de préoccupation mineure.

## Systématique
Le nom valide complet (avec auteur) de ce taxon est Myonycteris torquata (Dobson, 1878).
L'espèce a été initialement classée dans le genre Cynonycteris sous le protonyme Cynonycteris torquata Dobson, 1878.
Myonycteris torquata a pour synonymes :
- Cynonycteris torquata Dobson, 1878
- Myonycteris torquata subsp. torquata